# HC Ambrì-Piotta
HC Ambrì-Piotta en ishockeyklubb från Quinto i den italiensktalande kantonen Tessin i Schweiz. Kommunen har 974 invånare (2021). Ändå har laget omkring 5500 åskådare per match tacka vare tillresta fans. Klubben har i många år spelat i National League som är den högsta ishockeyligan i Schweiz.

## Historia
Klubben grundades 1937. Under 1950-talet spelade klubben för första gången i Nationalliga A och vann den schweiziska cupen 1962. Sedan 1985 har laget inte åkt ur Nationalliga A.